# Sejm piotrkowski 1523
Sejm piotrkowski 1523 – Sejm walny Korony Królestwa Polskiego został zwołany 29 sierpnia 1523 roku do Piotrkowa.
Sejmiki przedsejmowe odbyły się: proszowski 29 września, główny korczyński 1 października 1523 roku.
Obrady sejmu trwały od 29 sierpnia do 15 października 1523 roku.